# ФК Дила Гори
ФК „Дила“ (на грузински: დილა გორი) е професионален футболен отбор от град Гори, Грузия.
Клубът е основан през 1949 г. Играе домакинските си мачове на стадион „Тенгиз Бурджанадзе“, който разполага с капацитет от 5000 места. Основните клубни цветове са червено и синьо. Тимът играе в Умаглеши лигата – най-високото ниво на грузинския клубен футбол.

## Успехи
- Еровнули лига
  -  Шампион (1): 2014/15
  -  Второ място (1): 2012/13
  -  Трето място (4): 2020, 2021,2022,2023
- Купа на Грузия
  -  Носител (1): 2011/12
- Меоре лига (2 дивизия)
  -  Шампион (1): 2009/10
- Суперкупа на Грузия
  -  Финалист (2): 2012, 2015

## Участие в европейските клубни турнири
| Сезон     | Турнир          | Кръг   | Съперник                      | Домакин | Гост  | Общ резултат             |
| --------- | --------------- | ------ | ----------------------------- | ------- | ----- | ------------------------ |
| 2004      | Купа Интертото  | 1      | Марек (Дупница)               | 0 – 2   | 0 – 0 | 0 – 2                    |
| 2012 – 13 | Лига Европа     | 2      | Орхус                         | 3 – 1   | 2 – 1 | 5 – 2                    |
| 2012 – 13 | Лига Европа     | 3      | Анортосис Фамагуста (Лимасол) | 0 – 1   | 3 – 0 | 3 – 1                    |
| 2012 – 13 | Лига Европа     | Плейоф | Маритимо (Фуншал)             | 0 – 2   | 0 – 1 | 0 – 3                    |
| 2013 – 14 | Лига Европа     | 2      | Олборг                        | 3 – 0   | 0 – 0 | 3 – 0                    |
| 2013 – 14 | Лига Европа     | 3 к    | Хайдук (Сплит)                | 1 – 0   | 1 – 0 | 2 – 0                    |
| 2013 – 14 | Лига Европа     | Плейоф | Рапид (Виена)                 | 0 – 3   | 0 – 1 | 0 – 4                    |
| 2015 – 16 | Шампионска лига | 2      | Партизан (Белград)            | 0 – 2   | 0 – 1 | 0 – 3                    |
| 2016 – 17 | Лига Европа     | 1      | Ширак (Гюмри)                 | 1 – 0   | 0 – 1 | 1 – 1 (1 – 4 след дузпи) |